# 제이슨 부히스

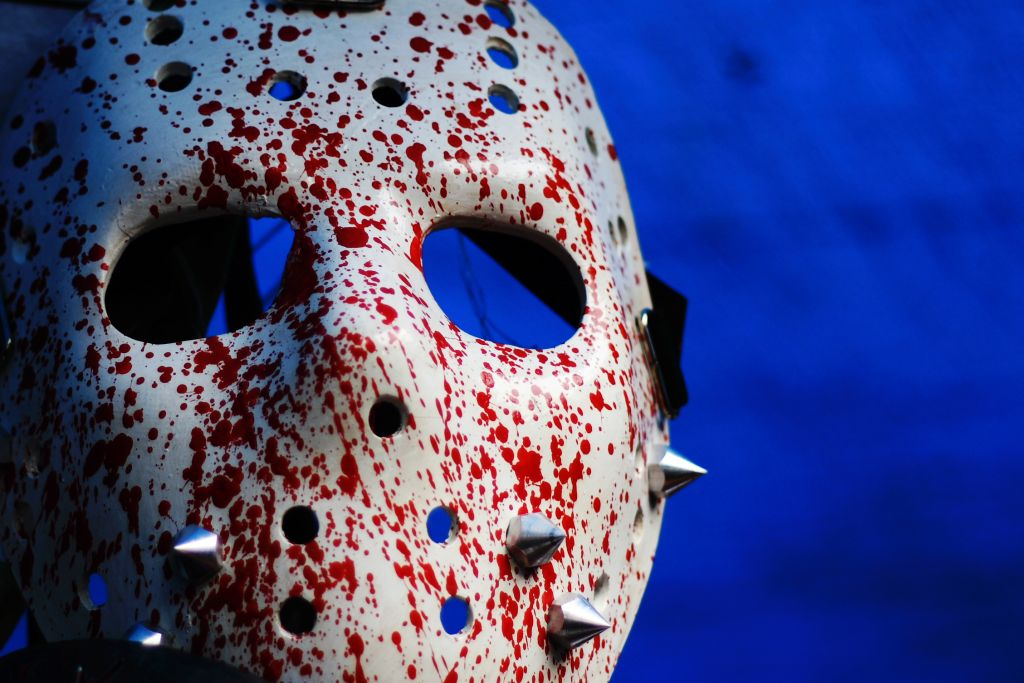

제이슨 보히스(Jason Voorhees, 영어 발음: /ˈvɔːrhiːz/)는 공포 영화 13일의 금요일 시리즈의 등장인물이다. 첫 등장은 1980년 영화 《13일의 금요일》이다. 냉동인간으로 보관되어 있다가 이후 5백여 년 뒤 탐사대에게 발견되어 조사를 위해 우주선에 실려 우주까지 진출한다.